# Beňatina
Beňatina (in ungherese Vadászfalva) è un comune della Slovacchia facente parte del distretto di Sobrance, nella regione di Košice.